# Walter Kyllmann

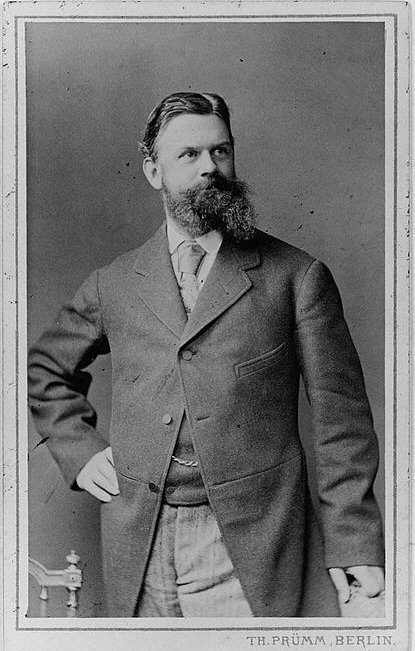
Walter Kyllmann

Walter Kyllmann (* 16. Mai 1837 in Weyer, Gemeinde Merscheid (heute im Solinger Stadtteil Wald); † 10. Juli 1913 in Wannsee bei Berlin) war ein deutscher Architekt. In Zusammenarbeit mit Adolf Heyden (als Büro Kyllmann und Heyden) gehörte er zu den bekanntesten Berliner Architekten des ausgehenden 19. Jahrhunderts. Zu den bekanntesten Bauten dieser Architektengemeinschaft gehörte die Kaisergalerie in Berlin.

## Leben
Walter Kyllmann wurde als Sohn des Carl Gottlieb Kyllmann und seiner Ehefrau Henriette Sarah Dorothee Preyer geboren.

### Ausbildung
Primär durch Hauslehrer unterrichtet, besuchte er ab 1851 das Gymnasium in Elberfeld (Wuppertal) bis zu seinem Abitur 1856.
Entscheidend für seine spätere Entwicklung war die Anwesenheit bei der Grundsteinlegung der Dombrücke in Köln im Jahr 1855. Hier fasste er den Entschluss, Architekt zu werden. Nach seiner Dienstzeit als Einjährig-Freiwilliger beim 7. Husarenregiment in Bonn studierte er ab 1857 an der Königlichen Bauakademie zu Berlin. Nach der Ausbildung durch von Arnim, Biermann, Martin Gropius, Friedrich Adler und Hermann Ende konnte Walter Kyllmann am 21. Juli 1860 sein Bauführerexamen ablegen. Nach einem kurzen Intermezzo im Architekturbüro von Hermann Ende und Wilhelm Böckmann lernte er seinen späteren Partner Adolf Heyden kennen und unternahm mit ihm 1863/1864 eine längere Reise nach Italien, die sicherlich seinen späteren Baustil stark beeinflusste. Weitere Studien an der Bauakademie folgten und endeten mit dem Baumeisterexamen am 3. Juni 1866.

### Arbeit als Architekt
1867 begann die Zusammenarbeit mit Adolf Heyden, die am 1. Januar 1868 in der Gründung eines gemeinsamen Ateliers Kyllmann und Heyden mündete. 1867 arbeitete Walter Kyllmann als preußischer Regierungskommissar an den Vorbereitungen zur Weltausstellung „Exposition Universelle de Paris 1867“ mit, ebenso an der Weltausstellung 1873 in Wien, und schuf sich dadurch wertvolle Beziehungen für die Zukunft. Auch durch seine Heirat mit Elise Afinger, Tochter des Bildhauers, Professors und Mitglied des Senats der Königlichen Akademie der Künste Bernhard Afinger, gewann er Zugang zu den einflussreichsten Kreisen Berlins. Mit Hilfe seines Schwiegervaters konnte er 1869 Grundstücke von dem Bankier Wilhelm Conrad (1822–1899) in Wannsee erwerben und dort Villen errichten. Auch Kyllmann selbst errichtete sich hier eine Villa und wohnte dort bis zu seinem Lebensende.
Der Krieg 1870/1871 unterbrach für kurze Zeit den wirtschaftlichen Aufschwung. Walter Kyllmann nahm als Premier-Leutnant an den Schlachten von Thionville, Montmedy und der Kapitulation von Metz teil. In den Jahren des nun folgenden Wirtschaftsbooms baute das Büro Kyllmann und Heyden eine Vielzahl von Villen, Geschäftshäusern, Botschaften und plante ganze Straßenzüge in Berlin, von denen zwei noch heute den Namen Kyllmanns tragen.
Ab 1873 folgten schwierige Zeiten, nicht nur, weil mit dem Börsenkrach vom 9. Mai 1873 die Gründerjahre zu Ende gingen und eine Wirtschaftsdepression begann, sondern auch weil Kyllmanns Frau Elise am 4. August 1874 starb. Am 12. Juni 1877 heiratete er Marie Gessert, geb. Spindler. Sie war die Tochter von Johann Julius Wilhelm Spindler und seiner Frau Laura geb. Eisenberg. Für die Spindlersche Firma, die erste, die das Verfahren der chemischen Reinigung in Deutschland einsetzte, baute er mehrere Objekte, unter anderem das Erholungshaus für die Arbeiter in Spindlersfeld, den Spindlershof, sowie zu Ehren seines inzwischen verstorbenen Schwiegervaters den Spindlerbrunnen.

### Öffentliche Ämter
Von 1878 bis 1888 hatte Walter Kyllmann den Vorsitz des Berliner Architektenvereins inne. Die Zeit der Depression war vorbei und in den nächsten Jahren unternahm Kyllmann umfangreiche Reisen, sowohl beruflich wie privat, die ihn auch nach Nord- und Südamerika führten. Öffentliche Würden kamen auf ihn zu. Er wurde Mitglied des Aufsichtsrates der Städtischen Elektrizitätswerke, Vorsitzender des Vereins Seglerhaus am Wannsee und schließlich 1885 Vorsitzender des Nationalliberalen Vereins in Berlin. Eine größere politische Karriere blieb ihm jedoch versagt. Als glühender Verehrer Otto von Bismarcks gehörte es für Kyllmann zu seinen größten Erlebnissen, im Jahre 1890 bei einem Essen zwischen dem Ehepaar Bismarck sitzen zu dürfen. Die Mitgliedschaft im Ausschuss zur Errichtung eines Bismarckdenkmals nach dessen Tode war ihm ein inneres Anliegen. Mit dem Bildhauer des Denkmals, Reinhold Begas, verband ihn eine tiefe Freundschaft. Ab 1888 Mitglied der Stadtverordnetenversammlung Berlins, hat Walter Kyllmann in vielen Ausschüssen, besonders im Bereich der Stadtplanung und der Kultur, bis 1910 mitgewirkt. 1901 war Kyllmann Mitglied der Königlichen Kommission für die Aufteilung der Domäne Dahlem.

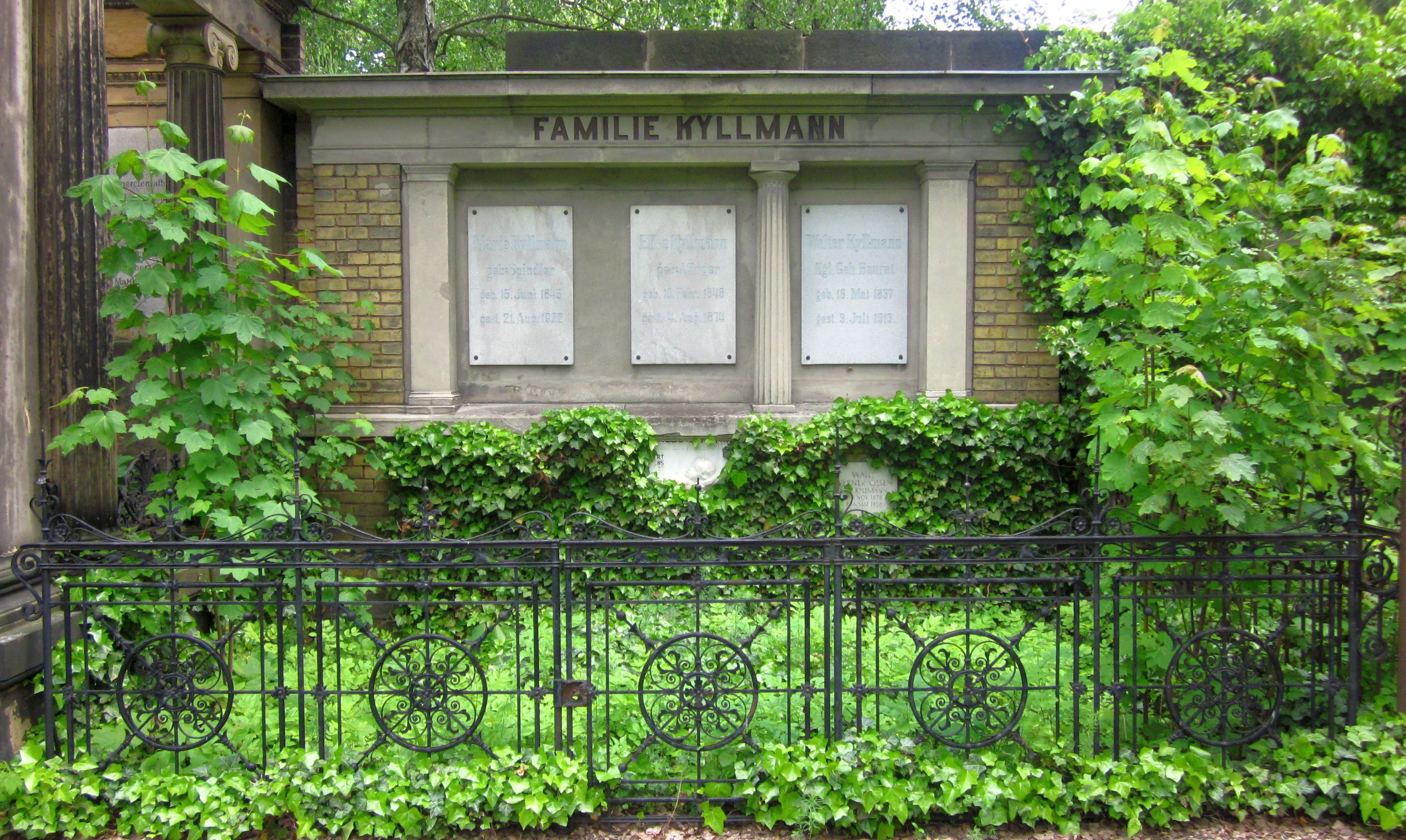
Familiengrab Kyllmann auf dem Dreifaltigkeitskirchhof II in Berlin-Kreuzberg

Beteiligungen an Zeitungsunternehmungen brachten ihm den Vorsitz des Aufsichtsrates der Deutsche Verlags- und Buchdruckerei Aktiengesellschaft ein, aus der 1893 die Deutsche Verlags-Gesellschaft mbH hervorging. 1890 fertigte Kyllmann einen Wettbewerbsentwurf für die geplante Kaiser-Wilhelm-Gedächtniskirche an. Kaiser Wilhelm II. bevorzugte aber den Entwurf des Architekten Franz Schwechten, der von 1891 bis 1895 ausgeführt wurde. 1902 wurde Kyllmann Mitglied des Präsidiums des Deutschen Flottenvereins. Neben vielen anderen Ehrungen, die er in seinem Leben erhalten hatte, war die Ernennung zum Geheimen Baurat sicherlich der Höhepunkt seines sozialen Status.
Walter Kyllmann hatte drei Kinder: Carl Adolf (geb. 1870) und Bernhard Wilhelm (geb. 1871) aus erster Ehe, Wally (geb. 1878) aus zweiter Ehe.
Walter Kyllmann wurde auf dem Dreifaltigkeitskirchhof II in Berlin-Kreuzberg beigesetzt.
Er war der Onkel des späteren kommissarischen Reichspräsidenten Walter Simons.

## Leistungen

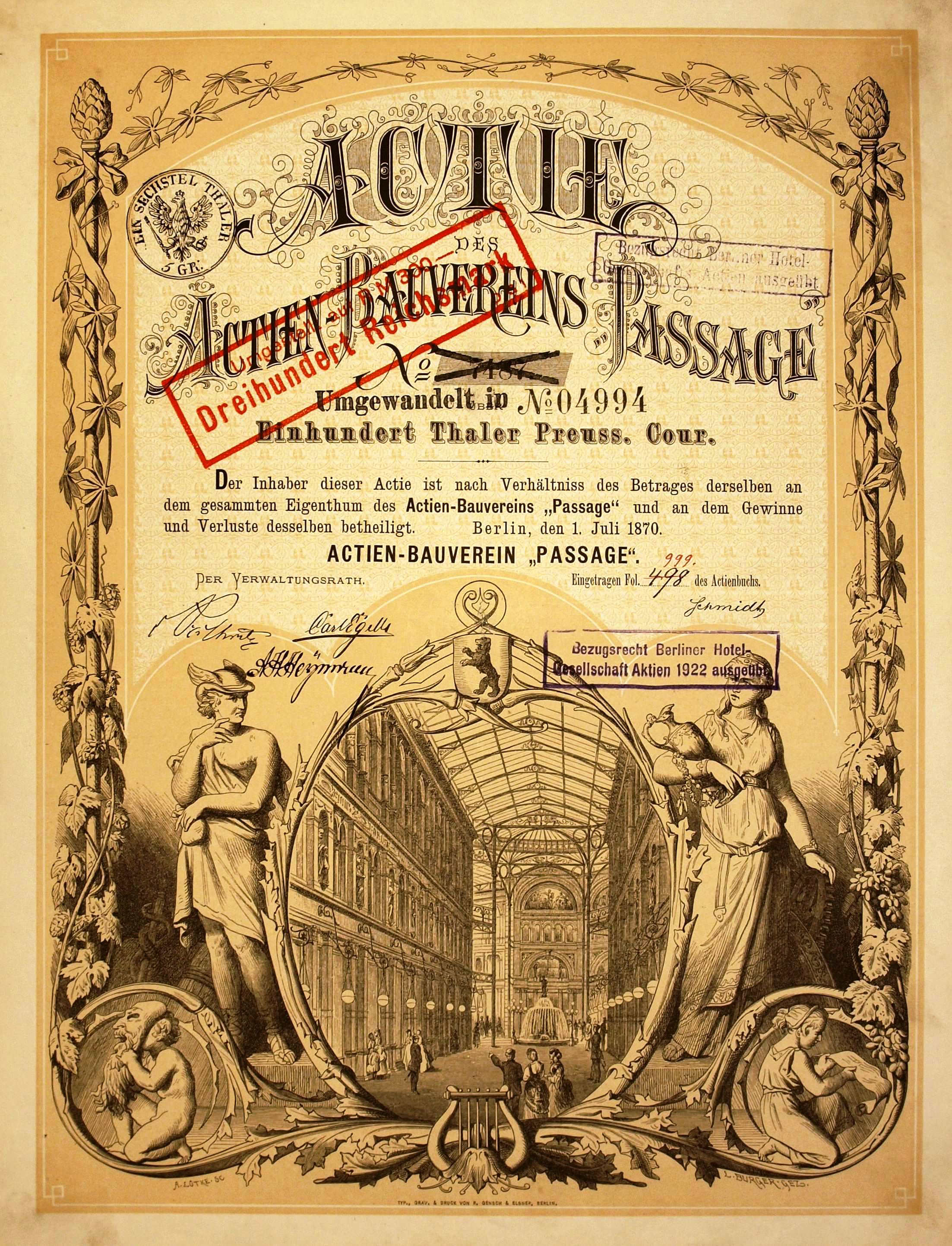
Aktie über 100 Thaler des Actien-Bauvereins Passage vom 1. Juli 1870

Kyllmanns Schaffen lässt sich als konsequente Fortführung der im Rahmen des Berliner Historismus entstehenden Neorenaissance charakterisieren.
Der bekannteste Bau des Büros Kyllmann und Heyden war die Kaisergalerie. In der Mitte des 19. Jahrhunderts, noch vor den Gründerjahren, wurde für kurze Zeit die Passage im Zentrum der Großstädte modern. Brüssel, Mailand und Paris besaßen schon solche, als auch in Berlin 1869 der Actien-Bauverein „Passage“ mit einem Kapital vom 6 Millionen Mark gegründet wurde, zum Zweck der Errichtung der Kaisergalerie. Sie lag zwischen Unter den Linden, Friedrichstraße und Behrenstraße. Es wurde eine 128,18 Meter lange, im Inneren 13,18 Meter hohe mit einem Glasdach überdachte Halle errichtet, die von Unter den Linden zu einer zentralen Rotunde und von dort in einem 45-Grad-Winkel zur Ecke Behrenstraße / Friedrichstraße lief. Das Material bestand aus Sandstein mit Ziegelverblendung und Terracotta-Verblendung. Im Stile der Neorenaissance lehnte sie sich sowohl an französische wie auch italienische Vorbilder an, hier besonders an die Mailänder Passage. Fast überfüllt waren die Wände mit Skulpturen der Bildhauer Bernhard Afinger, Erdmann Encke, August Wittig und Alexander Calandrelli. Innen wurde der dreigeschossige Bau von einer hohen Glaskuppel überdacht und bot etwa 50 Geschäften Platz. Sowohl Innen wie Außen zeigen sich in den oberen Stockwerken große Fensteröffnungen mit Doppelbögen über jedem Fenster. Außen stellt sich der Bau palastähnlich dar mit Türmchen und Säulen.
Als Besonderheit galt die erste öffentliche elektrische Beleuchtung mit eigenem Generator im Kellergeschoss, die von Siemens installiert wurde.
Ein großer wirtschaftlicher Erfolg wurde die Passage nicht, vom Publikum jedoch gut angenommen bestand sie bis 1945. 1933 wurde sie radikal umgebaut und modernisiert.

## Bauten und Entwürfe

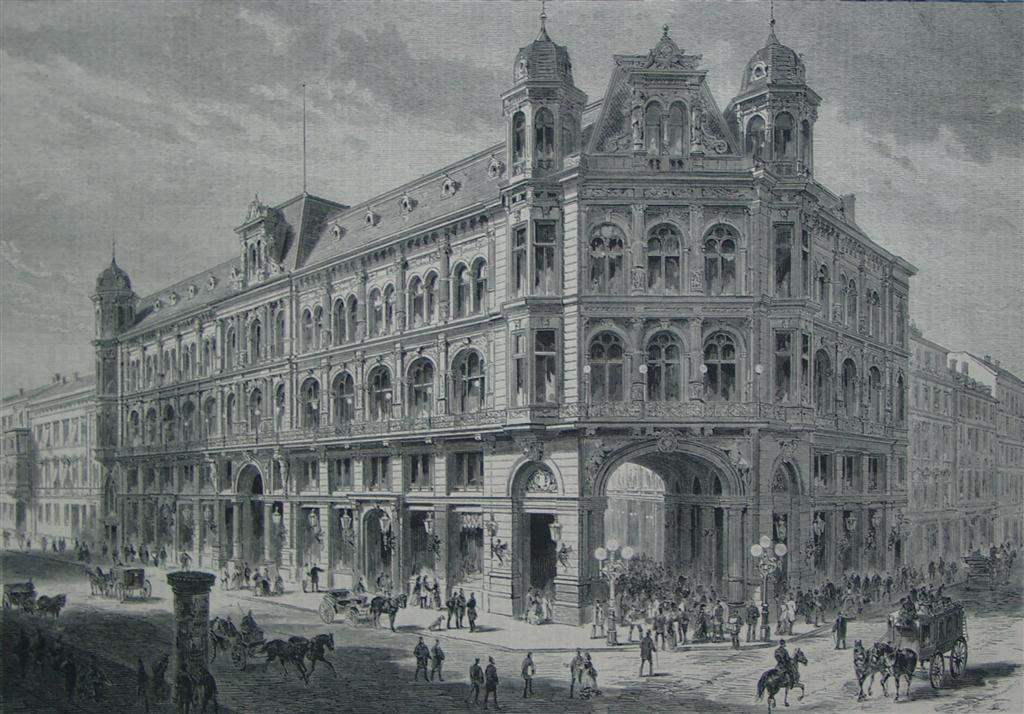
Kaisergalerie, Berlin

Entwurf für die Kaiser-Wilhelm-Gedächtniskirche

Entwurf für die Kaiser-Wilhelm-Gedächtniskirche

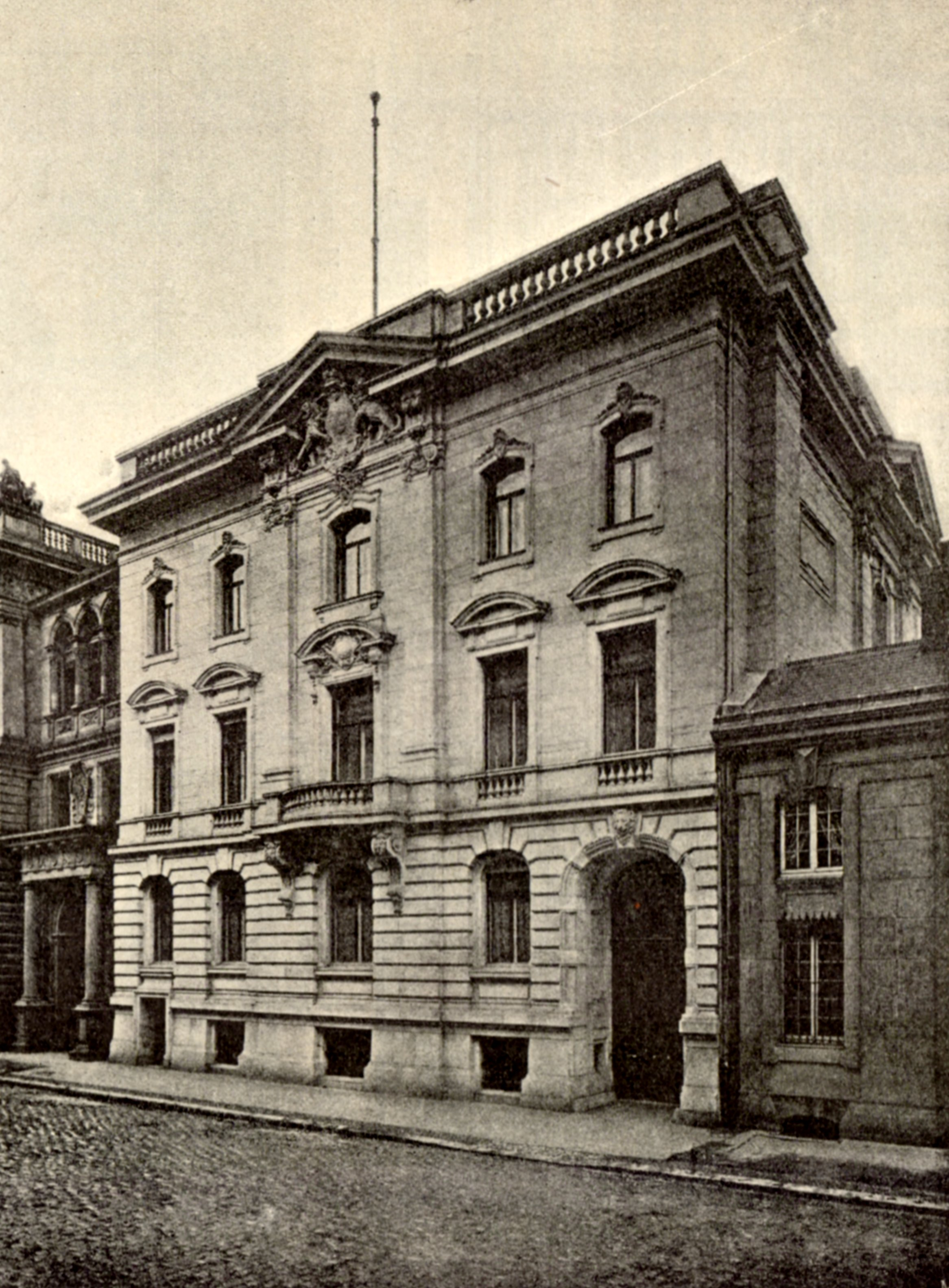
Bayerische Gesandtschaft, Voßstraße 3, Berlin (zerstört)

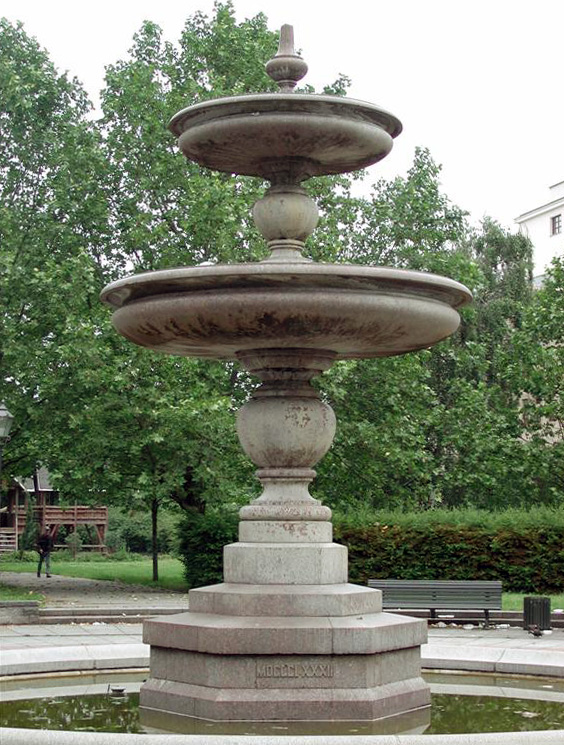
Spindlerbrunnen, Berlin

(zum größten Teil als Werke des Büros „Kyllmann & Heyden“)
- 1863: Wettbewerbsentwurf für eine Kirche in gotischem Stil, prämiert mit einem 2. Preis
- 1865–1866: „Villa Monplaisir“ (Villa Geber / Villa Philippi) in Berlin-Tiergarten, Drakestraße 3 / Rauchstraße 12 (zerstört)
- 1868: Wettbewerbsentwurf für den Berliner Dom, prämiert mit einem Preisgeld von 9.000 Talern (?)
- 1869–1870: Villa für Eduard von der Heydt im Stil der italienischen Renaissance in Berlin-Wannsee[1]
- ca. 1871: Villa des Bankiers Lew in Berlin-Wannsee
- Wasserturm in Berlin-Wannsee
- um 1871: Passage und Anlage der Voßstraße in Berlin-Mitte
- ab 1871: Ausführung der Häuser Voßstraße 28, 29, 30 und 32 (auf eigene Rechnung)
- 1871: Villa Poensgen in Düsseldorf
- 1871: Villa Simons und Villa Duncklenberg in (Wuppertal-)Elberfeld (beide nicht erhalten)
- 1871: Wohnhaus Rocholl in Köln, Machabäerstraße 56
- 1871–1873: Büro- und Geschäftshaus mit Passage Kaisergalerie in Berlin-Mitte, Unter den Linden 35 und Behrenstraße 50–52 / Friedrichstraße 164 (nicht erhalten)
- 1872: Direktionsgebäude für die Deutsche Continental Gasgesellschaft in Dessau
- 1872: Villa Böker in Bonn
- 1872: Patentpapierfabrik in Berlin
- 1872: Villa für Eduard Arnhold in Berlin-Wannsee[2]
- 1872: Villa Beck in Berlin-Tiergarten, Am Carlsbad 3
- 1873: Palais Brüning in Frankfurt am Main
- 1873: Vorarbeiten und Durchführung des Deutschen Beitrags für die Weltausstellung 1873 in Wien
- 1873–1874: Admiralsgartenbad in Berlin-Mitte, Friedrichstraße 102 (1910 abgerissen)
- 1873–1875: Freiburger Bahnhof in Breslau, Elfer Platz
- 1875: Grabdenkmal für Fritz Reuter in Eisenach
- 1875–1881: evang. Johanneskirche in Düsseldorf (erster Entwurf 1869)
- 1877: Entwurf zum Umbau der Stadtkirche in Höchst bei Frankfurt am Main
- 1878: Schloss Polnisch Krawarn für die Reichsgräfin Gaschin
- 1879: Post- und Telegraphenamt in Rostock[3]
- 1879: Umbau der Französischen Botschaft in Berlin-Mitte, Pariser Platz
- 1881: Neubau des St.-Hedwig-Krankenhauses in Berlin, Große Hamburger Straße
- 1881: Villa Haarhaus in (Wuppertal-)Elberfeld
- 1882: Geschäftshaus an der Liebergasse in Frankfurt am Main
- 1882: Hauptgebäude der Allgemeinen deutschen Ausstellung für Gesundheitspflege und Rettungswesen im Landesausstellungspark in Berlin-Moabit (durch Brand zerstört am 12. Mai 1882)[4][5]
- 1882: Postamt in Breslau
- 1883: Hauptgebäude für die Allgemeine Deutsche Ausstellung für Hygiene und Rettungswesen im Landesausstellungspark in Berlin-Moabit, beim Lehrter Bahnhof (neuer Ausstellungspalast aus Glas und Stahl)[5]
- 1883: Villa Amalia für Albert Neuhaus in (Wuppertal-)Elberfeld, Briller Straße 117 (unter Denkmalschutz)
- 1885: Empfangsgebäude des Bahnhofs in Düren
- 1885: evang. Kirche in Bonn
- 1885: Villa Beckmann in Königswinter
- 1885: Villa Böcker in Bonn
- 1885: Villa König in Bonn
- 1886: Erbbegräbnis Spindler in Berlin, Alter Friedhof vor dem Prenzlauer Tor
- 1888: Ausbau und Einrichtung des Vortragszimmers für Kaiser Wilhelm II. im Stadtschloss in Berlin
- 1888: Entwurf für zwei Räume als Speisezimmer für Kaiser Wilhelm II. im Stadtschloss in Berlin[6]
- 1890: Erholungshaus mit Badeanstalt für die Arbeiter der Firma W. Spindler in Berlin-Spindlersfeld
- 1890: Wettbewerbsentwurf für die Kaiser-Wilhelm-Gedächtniskirche in Berlin-Charlottenburg[7]
- 1891: Spindlerbrunnen auf dem Spittelmarkt in Berlin-Mitte
- 1892: Palais für die Königlich Bayerische Gesandtschaft in Berlin-Mitte, Voßstraße 3 (auf dem Grundstück der späteren Neuen Reichskanzlei)
- 1892: Umbau der evangelischen Sophienkirche in Berlin
- 1894–1895: Wohnhaus für Emil Mosse (Bruder des Verlegers Rudolf Mosse) in Berlin-Tiergarten, Bendlerstraße
- 1901: Erster Bauabschnitt des Spindlershofs in Berlin-Mitte, Wallstraße, Neue Grünstraße, Seydelstraße
- Wettbewerbsentwurf einer Stadterweiterung für Dresden, prämiert mit dem 1. Preis

## Ehrungen

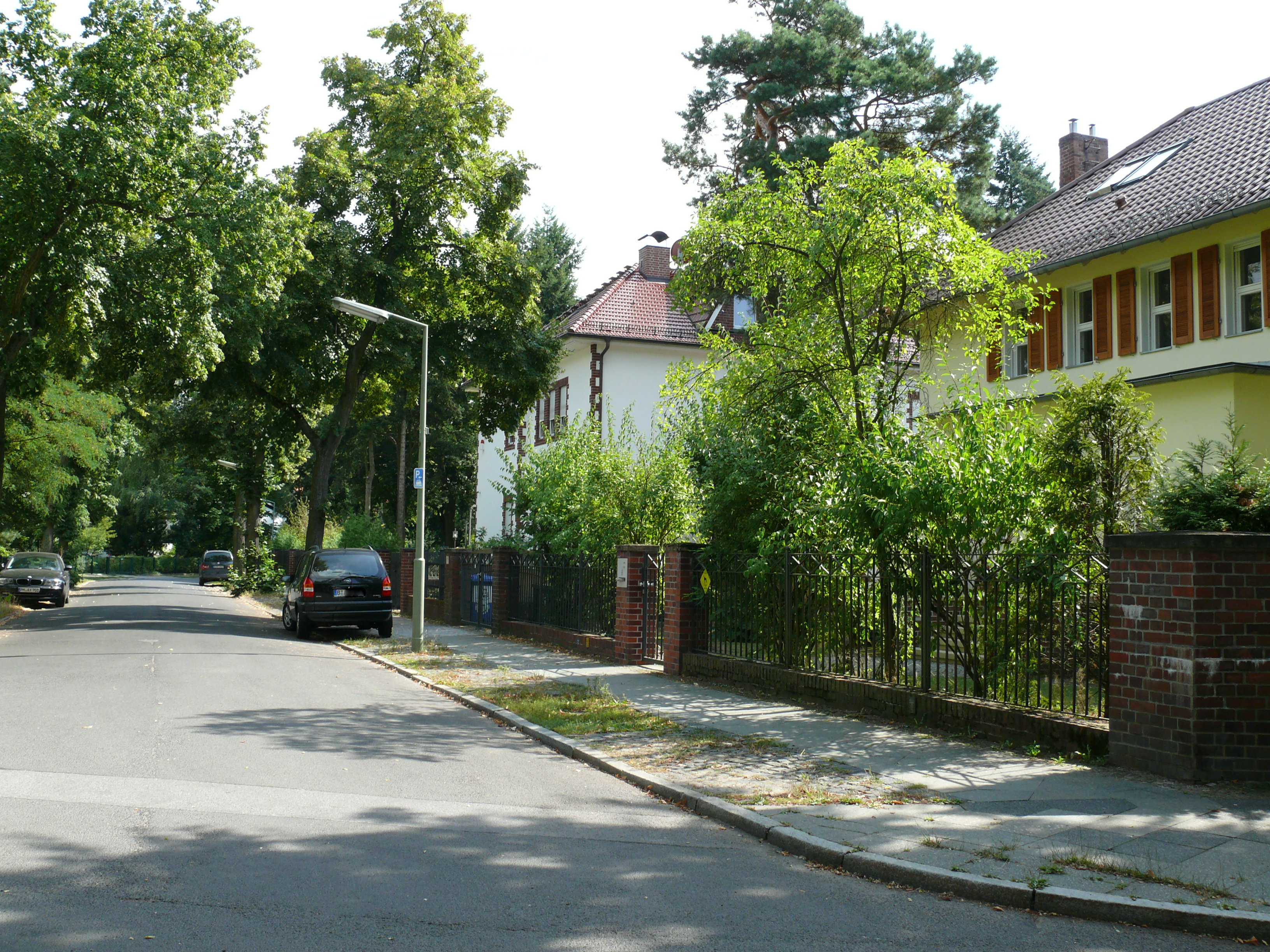
Wannsee Kyllmannstraße

- Ritterkreuz des Sächsischen Albrechts-Ordens am 14. Juni 1867
- Erinnerungskreuz für Kombattanten 1866 am 4. September 1867
- bronzene, silberne und goldene Medaille der Weltausstellung Paris am 4. Oktober 1867
- Kronenorden IV. Klasse am 28. März 1868
- Eisernes Kreuz II. Klasse, 1870
- Kriegsdenkmünze für die Feldzüge 1870–71 für Kombattanten mit der Spange „Metz“ am 20. August 1872[8]
- Orden der Eisernen Krone III. Klasse am 27. Oktober 1873
- Landwehr-Dienstauszeichnung II. Klasse am 18. Juni 1873
- Verdienstorden Philipps des Großmütigen, Ritterkreuz I. Klasse, am 19. Juni 1874
- Roten Adlerorden am 20. Juli 1874
- Hausorden vom Weißen Falken, Ritter II. Klasse am 21. Mai 1876
- Landwehrdienstauszeichnung I. Klasse am 31. Dezember 1876
- Königlich Preußischer Baurat, 1880
- Bronzemedaille für die Arbeiten an der deutschen Abteilung der International Exhibition Melbourne 1880/1881
- Preußischer Kronenorden III. Klasse, 1891
- Medaille zur Einweihung der Kaiser-Wilhelm-Gedächtniskirche, 1895
- Centenarmedaille, 1897
- Königlich Preußischer Geheimer Baurat am 14. Juli 1905
- 1913 wurde die Kyllmannstraße in Berlin-Wannsee nach ihm benannt

## Schriften
- Lebenserinnerungen. (PDF) Wannsee im Sommer 1906 (unvollendetes Typoskript).